# Doniéber Alexander Marangon
Alexander Marangon Doniéber (sinh ngày 22 tháng 10 năm 1979 ở Jundiaí), thường được gọi đơn giản là Doni hay Alexander Doni, là cựu thủ môn người Brasil hiện đã giải nghệ. Anh được sinh ra ở Jundiaí, bang São Paulo của Brasil.

## Các câu lạc bộ
Doni bắt đầu sự nghiệp ở CLB Botafogo (Botafogo Futebol Clube (SP)|Botafogo) của Brasil từ năm 1999 và được chuyển đến CLB AS Roma, được chuyển nhượng từ CLB Juvetude của Brasil vào ngày 31 tháng 8 năm 2005, ngày kết thúc kì chuyển nhượng mùa bóng 2005-2006.
Vào mùa bóng đầu tiên của anh ở Roma, anh được xem là một trong những thủ môn xuất sắc nhất..
Tháng 8 năm 2008, anh được gia hạn hợp đồng với CLB đến năm 2012..

## Sự nghiệp quốc tế
Lần đầu tiên khoác áo Đội tuyển quốc gia Brasil là vào ngày 5 tháng 6 năm 2007 trong trận Brasil gặp Thổ Nhĩ Kỳ tại Dortmunt, Đức.
Trong cúp Copa America 2007, anh là sự lựa chọn hàng đầu của Brasil trong trận gặp México, thay thế Helton. Anh thi đấu khá tốt và đã đỡ được 2 quả penalties trong trận gặp Uruguay trong trận bán kết, góp phần đưa Brasil vào trận chung kết..
Trong trận chung kết, Brasil thắng Argentina với tỉ số 3-0.

## Danh hiệu

### Corinthians
- Cúp bóng đá Brasil: 2002
- Torneio Rio-São Paulo: 2002
- Campeonato Paulista: 2003

### Roma
- Coppa Italia: 2007, 2008
- Super Coppa Italiana: 2007

### Trong đội tuyển quốc gia
- Cúp bóng đá Nam Mỹ: 2007